# エンビセンノウ
エンビセンノウ（燕尾仙翁、学名: Silene wilfordii）は、ナデシコ科マンテマ属の多年草。別名、エンビセンは、エンビセンノウの略称。

## 特徴
茎は単純か上部で分枝し、高さ45 - 100センチメートル (cm) になる。茎はやや無毛。葉は数対が対生し、葉身は卵状披針形から狭楕円形で、長さ3 - 12 cm、幅1 - 2.5 cmになり、先端は鋭頭、基部は茎を抱き、葉柄は無い。葉の両面は無毛で、葉の縁にわずかに毛が生える。
花期は7 - 8月。花は深紅色で径2.5 - 3 cm、茎先に2出集散花序を出してやや密集してつき、花柄は短く、毛が生える。萼は狭漏斗形になり、長さは12 - 20ミリメートル (mm) 、無毛で先端が5裂し、裂片は三角状針形になる。花弁は5個で平開し、狭倒卵形で、先端は深く2裂しさらに2裂する。花喉には、花弁ごとに、歯状で濃色の小鱗片が2個ずつつく。雄蕊は10個あり、萼筒より長い。子房は長楕円体で、上部に5個の花柱がある。果実は長さ1.2 - 2 cmの狭漏斗形の蒴果となり、先端に宿存する萼片があり、5裂する。種子は黒褐色で腎円形、長さ約1 mmになり、鋭い突起がある。染色体数2n=24。

## 分布と生育環境
日本では、北海道の日高地方、本州の埼玉県・長野県に分布し、平地や山地の草原に生育するが、ふつうに見られるものではない。井上健 (2015) は、「冷温帯の湿地に生育する」としている。ときに庭園に植えられているという。国外では、朝鮮半島、中国大陸東北部、ロシア極東地方に分布する。

## 名前の由来
和名エンビセンノウは、「燕尾仙翁」の意で、「燕尾」は、花弁の先端が分裂したようすを燕の尾に見たてたもの。「仙翁」はこの種の旧属のセンノウ属 Lychnis およびその属の種であるセンノウ Lychnis senno（Silene bungeana）であり、センノウの名は、京都嵯峨にあった仙翁寺にこの花があったことによる。
別名の「エンビセン」は古くからある名前で、1856年（安政3年）に出版された飯沼慾斎の『草木図説』前編20巻中第8巻に記載されており、「形センノウノ如クナレ𪜈（トモ）．瘠小且剪裁尤深ク．大抵四裂ニ𬼀（シテ）頗ル燕尾ノ態アリ．色尤深紅可愛」とある。
また、牧野富太郎 (1894) は、『植物学雑誌』で、「まつもとの學名」の中で本種に言及し、「まつもと一ニまつもとせんのうト呼ブなでしこ科ニ屬スル多年草ニシテ處々ノ庭園ニ植栽シ以テ花ヲ賞ス 草木圖説第八巻ニ之ヲ圖説シ （中略） Lychis fulgens Fisch. ト稱スル者アリ中ニ二變種ヲ含ム 一ヲ之レガ原種トス即チ α.typica Regel. 是ナリ 一ヲ β.cognata (Maxim.) トス 今之ヲえぞまつもとト呼バントス（帝國大學標品ニハ之ニえんびせんのうノ和名ヲ附セリ 又同標品中ニえぞえんびせんのうト標記セルモノハ即チ普通ノえんびせんのうニ𬼀（シテ）學名ヲ Lychis Wilfoldi Maxim. ト稱ス）」と記載している。
種小名（種形容語）wilfordii は、イギリス人で、東アジア植物の採集家、ウィルフォード C. Wilford (?-1893) への献名。ウィルフォード C. Wilford は、本種のタイプ標本をロシア沿海州で採集している。

## 種の保全状況評価
絶滅危惧II類 (VU)（環境省レッドリスト）
都道府県のレッドデータ、レッドリストの選定状況は次のとおり。
- 北海道-絶滅危惧IA類(Cr)
- 青森県-最重要希少野生生物（Aランク）
- 長野県-絶滅危惧IB類(EN)

## 分類
本種は、センノウ属 Lychnis L. に属していたが、近年の分子系統学的研究の結果、ナンバンハコベ属 Cucubalus L.、フシグロ属 Melandryum Roehl.、ムシトリビランジ（ビスカリア）属 Viscaria Bernh. などとともに、マンテマ属 Silene L. に含められている。

## ギャラリー

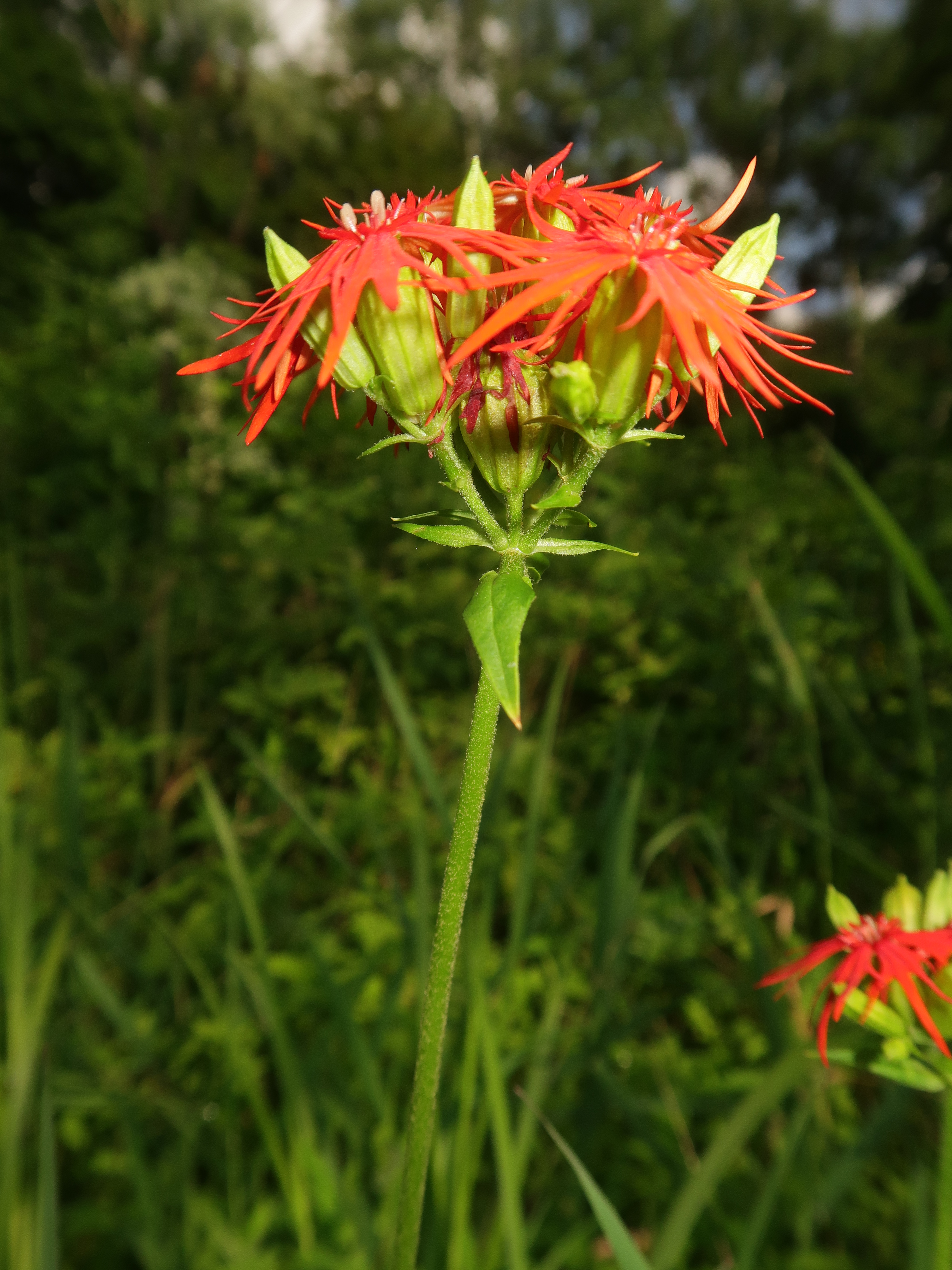
花は深紅色、茎先に2出集散花序を出してやや密集してつき、花柄は短く、毛が生える。
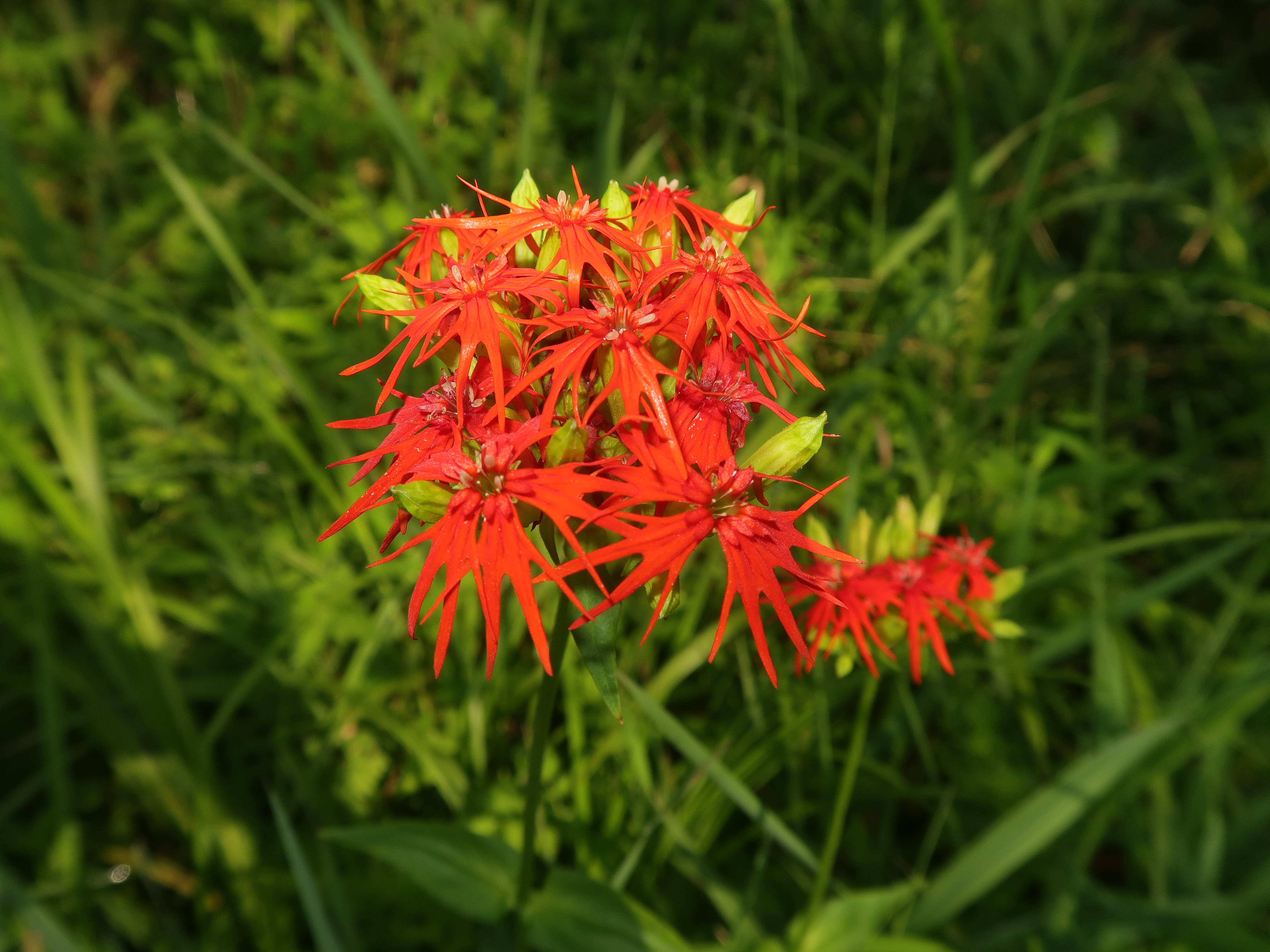
花弁は5個で平開し、狭倒卵形で、先端は深く2裂しさらに2裂する。花喉には、花弁ごとに、歯状で濃色の小鱗片が2個ずつつく。
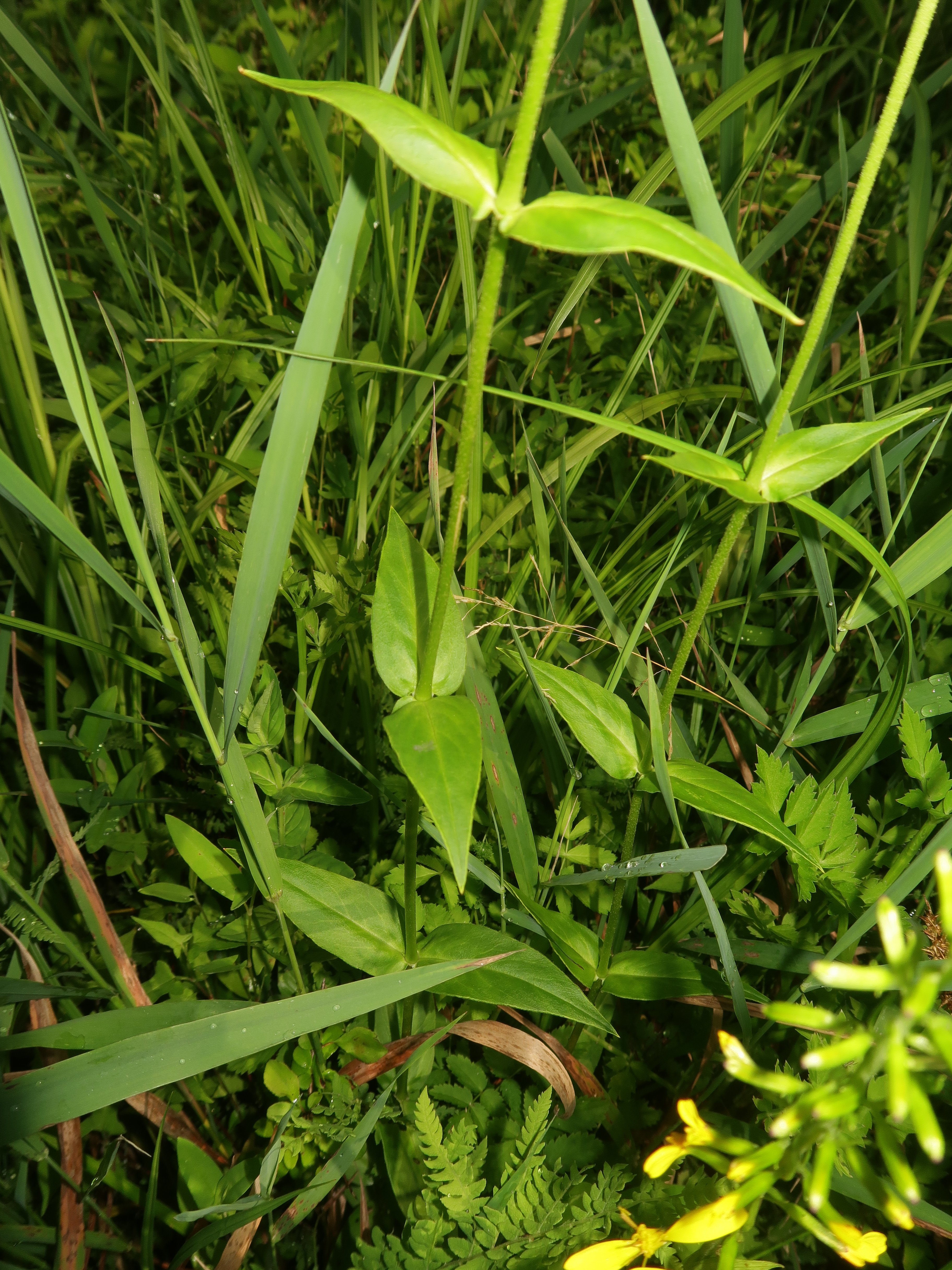
茎はやや無毛。葉は数対が対生し、葉身は卵状披針形から狭楕円形で、先端は鋭頭、基部は茎を抱き、葉柄は無い。